# Climb Up
Climb Up est une entreprise française spécialisée dans l’exploitation de salles d’escalade artificielle, fondée en 2011 par François Petit.

## Historique
François Petit est le plus connu des actionnaires et fondateurs de Climb Up, qu’il crée en 2011 en rachetant la salle MurMur de Lyon au sein de laquelle il était actionnaire minoritaire et ouvreur. L’entreprise se développe en ouvrant de nouvelles salles à un rythme soutenu et par des reprises de structures existantes,. Certaines salles lyonnaises sont exploitées en partenariat avec la concurrente Arkose sous la marque MRoc. En tout, Climb Up gère 32 salles en 2025 et projette d’atteindre les 100 salles exploitées au début des années 2030.
Financièrement, elle compte comme actionnaires Bpifrance depuis 2017, Carvest de 2017 à 2019, et Calcium Capital à partir de 2019, date d’une levée de fonds de 14 millions d’euros. Le chiffre d’affaires s’élève à 10 millions d’euros en 2019 et atteint 37 millions d’euros en 2024.
L’histoire de l’entreprise est marquée par un incendie détruisant la salle de Villenave d’Ornon en 2019, un accident mortel à Lyon en novembre 2024,, et un mouvement social en 2025. Il s’agit alors de la première mobilisation du secteur, avec des revendications touchant à plusieurs composantes des conditions de travail (équipements, salaires, management, état des locaux, problématiques de sécurité…)